# Universal Docking Module
Az Univerzális dokkolómodul (angolul UDM: Universal Docking Module, oroszul USM: Универсальный стыковочный модуль) a Nemzetközi Űrállomás orosz részegységének egy tervezett eleme, amelyet az RKK Enyergija és a Hrunyicsev vállalatok közösen építettek volna. Hasonlóképp nevezték a törölt orosz Mir-2 űrállomás kisebb méretű, de szintén hat dokkolóval felszerelt két csomóponti modulját.
A Nemzetközi Űrállomás UDM egységet a Zarja modul tartalékának épült FGB-2 modulból alakították volna ki. A hat dokkolóval felszerelt modult a Zvezda modul alsó dokkolójára kapcsolták volna. Az öt dokkolóval felszerelt kikötőkabinhoz az RM-1 és RM-2 kutatómodulokat, a kiegészítő életfenntartó rendszereket tartalmazó LSM modult (Life Support Module) és az SO-2 (DC-2) zsilipmodult tervezték kapcsolni, a fennmaradó helyre Szojuz űrhajó, vagy Progressz teherűrhajó kapcsolódhatott volna.
Miután Oroszország pénz hiányában törölte az LSM, az RM-2 és az SO-2 modulokat, az RM-1 kutatómodult áthelyezték a Zarja modul alsó dokkolójára a szintén törölt DSM modul helyére, ezért végül az UDM modult is törölték.
Az Orosz Űrügynökség 2006. novemberi döntése alapján az FGB-2 egységből végül az MLM modult alakítják ki.